# Seznam prezidentů Dvorské válečné rady
Následující osoby stály v čele dvorské válečné rady od jejího vzniku v roce 1556 do přeměny v rakouské ministerstvo války roku 1848.
1. Ehrenreich von Königsberg 1556–1560
2. Gebhard von Welzer 1560–1566
3. Georg Teufel von Guntersdorf 1566–1578
4. Wilhelm von Hofkirchen 1578–1583
5. David Ungnad von Weißenwolf 1584–1599
6. Melchior z Redernu 1599–1600
7. Karl Ludwig zu Sulz 1600–1610
8. Hans von Mollard 1610–1619
9. Johann Kaspar von Stadion 1619–1624
10. Rombaldo XIII. z Collalto 1624–1630
11. Hans Christoph von Löbel 1630–1632
12. Jindřich Šlik z Holíče a Pasounu 1632–1649
13. Václav Eusebius z Lobkovic 1649 (nebo 1650[1]) – 1665
14. Annibale Gonzaga 1665–1668
15. Raimondo Montecuccoli 1668–1681
16. Hermann Bádenský 1681–1691
17. Ernst Rüdiger von Starhemberg 1692–1701
18. Heinrich Franz von Mannsfeld 1701–1703
19. Evžen Savojský 1703–1736
20. Lothar von Königsegg-Rothenfels 1736–1738
21. Jan Josef Filip Harrach 1738–1762
22. Leopold Daun 1762–1766
23. Franz Moritz von Lacy 1766–1774
24. Andreas Hadik von Futak 1774–1790
25. Michael Johann von Wallis 1791–1796
26. Friedrich Moritz von Nostitz-Rieneck 1796
27. Ferdinand Tige 1796–1801
28. Karel Ludvík Rakousko-Těšínský 1801–1809
29. Heinrich von Bellegarde 1809–1813
30. Karel Filip Schwarzenberg 1814–1820
31. Heinrich von Bellegarde 1820–1825
32. Friedrich Franz zu Hohenzollern-Hechingen 1825–1830
33. Ignácz Gyulay 1830–1831
34. Johann Maria Philipp Frimont von Palota 1831
35. Ignaz zu Hardegg 1831–1848
36. Karl Ludwig Ficquelmont 1848